# Elecciones al Parlamento de Andalucía de 2008
El domingo 9 de marzo de 2008 tuvieron lugar las octavas elecciones al Parlamento de Andalucía, convocadas conjuntamente con las elecciones generales españolas, y que inauguraron la VIII legislatura andaluza.
A estas elecciones, en las que estaban en juego los 109 escaños del Parlamento de Andalucía, de las candidaturas presentadas, tan sólo obtuvieron representación parlamentaria tres de ellas.
Supusieron la renovación de la mayoría absoluta del Partido Socialista Obrero Español de Andalucía, con 56 escaños y pudo volver a gobernar en solitario. También supusieron el ascenso en número de diputados del Partido Popular, de 37 a 47, la salida de las fuerzas nacionalistas del parlamento, y una repetición de los resultados de Izquierda Unida respecto a las elecciones de 2004.

## Datos previos
Tras el éxito en las anteriores por parte del PSOE, que consiguió mayoría absoluta, Teófila Martínez, que había sido la postulante en las últimas elecciones del PP para ser Presidenta de la Junta de Andalucía fue sustituida por Javier Arenas.
La provincia de Almería, en consecuencia del incremento poblacional respecto al total de Andalucía y a las anteriores elecciones de 2004 gana un escaño, haciendo un total de 12, en detrimento de Córdoba que queda también con 12.

## Precampaña electoral
El Partido Andalucista, tras los malos resultados cosechados en las anteriores elecciones andaluzas y en las elecciones municipales de 2007, inicia contactos en octubre de 2007 con el Partido Socialista de Andalucía, para de este modo presentar una única gran lista nacionalista y concentrar este tipo de voto. Una de las condiciones que exigía era que Pedro Pacheco, secretario general del PSA, no participara en las listas. Pedro Pacheco había sido expulsado en el año 2001 del PA y es fundador del PSA.
Tras un par de suspensiones del proceso de negociación, el día 22 de noviembre se hace público un acuerdo por el cual PA y PSA se presentarán a las elecciones al Parlamento Andaluz bajo la denominación Coalición Andalucista que aglutinará a ambos partidos, y bajo cuya denominación Julián Álvarez, Secretario General del PA, será candidato a la Presidencia de la Junta de Andalucía. El 15 de enero de 2008 se anunció la incorporación a la coalición de Izquierda Andaluza, procedente de Izquierda Unida.
Al presentar su candidatura, CA estaba integrada por el Partido Andalucista, el Partido Socialista de Andalucía, Izquierda Andaluza, Foro Andaluz, Asamblea Nacional de Andalucía, Unidad Popular Andaluza, Liberación Andaluza y otros partidos locales.
Manuel Chaves declara el 12 de diciembre de 2007 que se demuestra abierto a realizar "todos los debates que hagan falta", incluso a mantener un 'cara a cara' con Javier Arenas, no obstante no detalló el formato ni la emisora donde se llevará a cabo. Aunque señaló como positivas las anteriores experiencias en Canal Sur. Chaves se había comprometido a retirarse de la política si no ganaba las elecciones.

## Resultados
Resultados globales:
- Presidente: Manuel Chaves
- Gobierno: PSOE
- Censo: 6.231.087
- Votantes: 4.528.271 (72,67%)
- Abstención: 1.702.816 (27,33%)
- Nulos: 28.658 (0,63%)
- En blanco: 47.920 (1,06%)

### Resultados por candidatura
Los resultados globales de cada candidatura se representan en la siguiente tabla:
| Partido                                                          | Candidato                 | Votos     | %     | Escaños | +/- |
| ---------------------------------------------------------------- | ------------------------- | --------- | ----- | ------- | --- |
| Partido Socialista Obrero Español de Andalucía (PSOE-A)          | Manuel Chaves             | 2.178.296 | 48,41 | 56      | 5   |
| Partido Popular (PP)                                             | Javier Arenas             | 1.730.154 | 38,45 | 47      | 10  |
| Izquierda Unida Los Verdes-Convocatoria por Andalucía (IU LV-CA) | Diego Valderas            | 317.562   | 7,06  | 6       |     |
| Coalición Andalucista (CA)                                       | Julián Álvarez            | 124.243   | 2,76  | 0       | 5a  |
| Unión Progreso y Democracia (UPyD)                               | Armando Flores Cordero    | 27.712    | 0,62  | 0       |     |
| Los Verdes (LV)                                                  | Andrés Sánchez            | 25.886    | 0,58  | 0       |     |
| Partido de Almería (PAL)                                         | Gerardo Palmero           | 14.806    | 0,33  | 0       |     |
| Convergencia Andaluza (CAnd)                                     |                           | 7.862     | 0,17  | 0       |     |
| Ciudadanos – Partido de la Ciudadanía (Cs)                       | Antonio Venceslá Mariscal | 6.024     | 0,13  | 0       |     |
| Izquierda Republicana (IR)                                       | Salvador Crossa           | 4.815     | 0,11  | 0       |     |
| Partido Humanista (PH)                                           |                           | 3.951     | 0,09  | 0       |     |
| Partido Comunista del Pueblo Andaluz (PCPA)                      |                           | 2.743     | 0,06  | 0       |     |
| Solidaridad y Autogestión Internacionalista (SAIn)               |                           | 2.729     | 0,06  | 0       |     |
| Falange Española de las JONS (FE JONS)                           |                           | 1.763     | 0,04  | 0       |     |
| Partido Social-Demócrata Andaluz (PSDA)                          |                           | 1.477     | 0,03  | 0       |     |
| Partido Familia y Vida (PFyV)                                    |                           | 890       | 0,02  | 0       |     |
| Partido Positivista Andaluz (PPCr)                               |                           | 780       | 0,02  | 0       |     |

a Respecto al Partido Andalucista en 2004.

### Resultados por circunscripciones

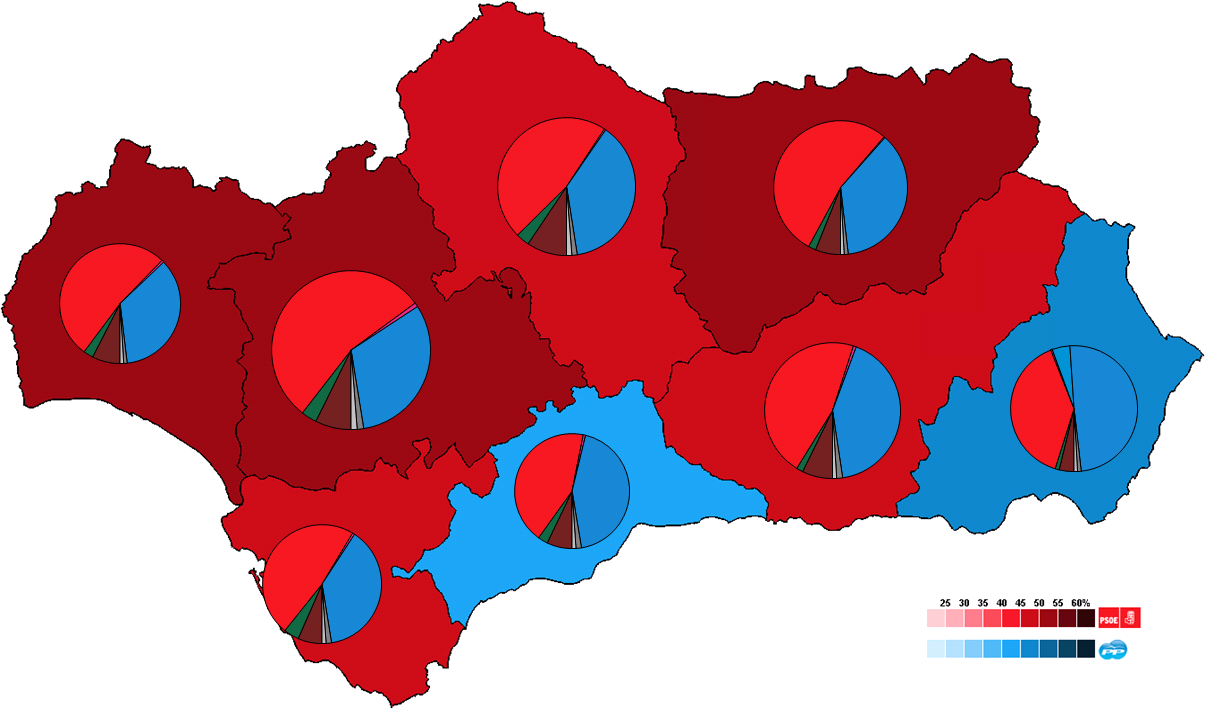
Resultados por provincia.

A continuación se presenta un cuadro con los resultados de las diferentes circunscripciones electorales ordenadas por población, y consecuentemente por los diputados (dip.) que aportan al parlamento:
| Circunscripción                                       | Datos                                                                 | Partido | Votos   | %      | Dip. 08 | +/- | Dip. 04 |
| ----------------------------------------------------- | --------------------------------------------------------------------- | ------- | ------- | ------ | ------- | --- | ------- |
| Sevilla 1.849.268 hab. 18 diputados                   | Votantes: 1.083.006 Abstención: 26,29% En blanco: 13.122 Nulos: 5.765 | PSOE-A  | 586.006 | 54,40% | 11      | =   | 11      |
| Sevilla 1.849.268 hab. 18 diputados                   | Votantes: 1.083.006 Abstención: 26,29% En blanco: 13.122 Nulos: 5.765 | PP      | 341.239 | 31,68% | 6       | +1  | 5       |
| Sevilla 1.849.268 hab. 18 diputados                   | Votantes: 1.083.006 Abstención: 26,29% En blanco: 13.122 Nulos: 5.765 | IULV-CA | 78.854  | 7,32%  | 1       | =   | 1       |
| Sevilla 1.849.268 hab. 18 diputados                   | Votantes: 1.083.006 Abstención: 26,29% En blanco: 13.122 Nulos: 5.765 | CA      | 34.524  | 3,20%  | 0       | -1  | 1       |
| Sevilla 1.849.268 hab. 18 diputados                   | Votantes: 1.083.006 Abstención: 26,29% En blanco: 13.122 Nulos: 5.765 | UPyD    | 9.172   | 0,85%  | 0       |     | -       |
| Málaga 1.517.523 hab. 16 diputados                    | Votantes: 767.184 Abstención: 28,81% En blanco: 8.195 Nulos: 4.947    | PP      | 332.265 | 43,59% | 8       | +2  | 6       |
| Málaga 1.517.523 hab. 16 diputados                    | Votantes: 767.184 Abstención: 28,81% En blanco: 8.195 Nulos: 4.947    | PSOE-A  | 329.102 | 43,18% | 7       | -1  | 8       |
| Málaga 1.517.523 hab. 16 diputados                    | Votantes: 767.184 Abstención: 28,81% En blanco: 8.195 Nulos: 4.947    | IULV-CA | 54.254  | 7,12%  | 1       | =   | 1       |
| Málaga 1.517.523 hab. 16 diputados                    | Votantes: 767.184 Abstención: 28,81% En blanco: 8.195 Nulos: 4.947    | CA      | 21.334  | 2,80%  | 0       | -1  | 1       |
| Málaga 1.517.523 hab. 16 diputados                    | Votantes: 767.184 Abstención: 28,81% En blanco: 8.195 Nulos: 4.947    | Verdes  | 6.025   | 0,79%  | 0       |     | -       |
| Cádiz 1.207.343 hab. 15 diputados                     | Votantes: 646.192 Abstención: 32,69% En blanco: 6.791 Nulos: 3.976    | PSOE-A  | 307.160 | 47,83% | 8       | =   | 8       |
| Cádiz 1.207.343 hab. 15 diputados                     | Votantes: 646.192 Abstención: 32,69% En blanco: 6.791 Nulos: 3.976    | PP      | 245.781 | 38,27% | 6       | +1  | 5       |
| Cádiz 1.207.343 hab. 15 diputados                     | Votantes: 646.192 Abstención: 32,69% En blanco: 6.791 Nulos: 3.976    | IULV-CA | 42.320  | 6,59%  | 1       | =   | 1       |
| Cádiz 1.207.343 hab. 15 diputados                     | Votantes: 646.192 Abstención: 32,69% En blanco: 6.791 Nulos: 3.976    | CA      | 26.838  | 4,18%  | 0       | -1  | 1       |
| Cádiz 1.207.343 hab. 15 diputados                     | Votantes: 646.192 Abstención: 32,69% En blanco: 6.791 Nulos: 3.976    | Verdes  | 4.456   | 0,69%  | 0       |     | -       |
| Granada 884.099 hab. 13 diputados                     | Votantes: 532.088 Abstención: 25,84% En blanco: 5.068 Nulos: 3.509    | PSOE-A  | 243.685 | 46,10% | 6       | -1  | 7       |
| Granada 884.099 hab. 13 diputados                     | Votantes: 532.088 Abstención: 25,84% En blanco: 5.068 Nulos: 3.509    | PP      | 221.885 | 41,98% | 6       | +1  | 5       |
| Granada 884.099 hab. 13 diputados                     | Votantes: 532.088 Abstención: 25,84% En blanco: 5.068 Nulos: 3.509    | IULV-CA | 38.497  | 7,28%  | 1       | =   | 1       |
| Granada 884.099 hab. 13 diputados                     | Votantes: 532.088 Abstención: 25,84% En blanco: 5.068 Nulos: 3.509    | CA      | 8.350   | 1,58%  | 0       | =   | 0       |
| Granada 884.099 hab. 13 diputados                     | Votantes: 532.088 Abstención: 25,84% En blanco: 5.068 Nulos: 3.509    | UPyD    | 3.639   | 0,69%  | 0       |     | -       |
| Córdoba 792.182 12 diputados (1 menos que en 2004)    | Votantes: 486.498 Abstención: 24,38% En blanco: 5.886 Nulos: 3.236    | PSOE-A  | 225.394 | 46,64% | 6       | -1  | 7       |
| Córdoba 792.182 12 diputados (1 menos que en 2004)    | Votantes: 486.498 Abstención: 24,38% En blanco: 5.886 Nulos: 3.236    | PP      | 183.250 | 37,92% | 5       | +1  | 4       |
| Córdoba 792.182 12 diputados (1 menos que en 2004)    | Votantes: 486.498 Abstención: 24,38% En blanco: 5.886 Nulos: 3.236    | IULV-CA | 45.688  | 9,45%  | 1       | =   | 1       |
| Córdoba 792.182 12 diputados (1 menos que en 2004)    | Votantes: 486.498 Abstención: 24,38% En blanco: 5.886 Nulos: 3.236    | CA      | 15.207  | 3,15%  | 0       | -1  | 1       |
| Córdoba 792.182 12 diputados (1 menos que en 2004)    | Votantes: 486.498 Abstención: 24,38% En blanco: 5.886 Nulos: 3.236    | Verdes  | 2.188   | 0,45%  | 0       |     | -       |
| Jaén 664.742 12 diputados                             | Votantes: 416.340 Abstención: 21,50% En blanco: 3.521 Nulos: 3.152    | PSOE-A  | 220.424 | 53,35% | 7       | =   | 7       |
| Jaén 664.742 12 diputados                             | Votantes: 416.340 Abstención: 21,50% En blanco: 3.521 Nulos: 3.152    | PP      | 151.295 | 36,62% | 5       | +1  | 4       |
| Jaén 664.742 12 diputados                             | Votantes: 416.340 Abstención: 21,50% En blanco: 3.521 Nulos: 3.152    | IULV-CA | 25.146  | 6,09%  | 0       | -1  | 1       |
| Jaén 664.742 12 diputados                             | Votantes: 416.340 Abstención: 21,50% En blanco: 3.521 Nulos: 3.152    | CA      | 7.528   | 1,82%  | 0       | =   | 0       |
| Jaén 664.742 12 diputados                             | Votantes: 416.340 Abstención: 21,50% En blanco: 3.521 Nulos: 3.152    | UPyD    | 1.240   | 0,30%  | 0       |     | -       |
| Almería 646.633 hab. 12 diputados (1 más que en 2004) | Votantes: 326.967 Abstención: 27,34% En blanco: 2.783 Nulos: 2.092    | PP      | 160.011 | 49,25% | 7       | +2  | 5       |
| Almería 646.633 hab. 12 diputados (1 más que en 2004) | Votantes: 326.967 Abstención: 27,34% En blanco: 2.783 Nulos: 2.092    | PSOE-A  | 127.049 | 39,11% | 5       | -1  | 6       |
| Almería 646.633 hab. 12 diputados (1 más que en 2004) | Votantes: 326.967 Abstención: 27,34% En blanco: 2.783 Nulos: 2.092    | PAL     | 14.806  | 4,56%  | 0       | =   | 0       |
| Almería 646.633 hab. 12 diputados (1 más que en 2004) | Votantes: 326.967 Abstención: 27,34% En blanco: 2.783 Nulos: 2.092    | IULV-CA | 12.476  | 3,84%  | 0       | =   | 0       |
| Almería 646.633 hab. 12 diputados (1 más que en 2004) | Votantes: 326.967 Abstención: 27,34% En blanco: 2.783 Nulos: 2.092    | CA      | 3.355   | 1,03%  | 0       | =   | 0       |
| Huelva 497.671 hab. 11 diputados                      | Votantes: 269.996 Abstención: 29,49% En blanco: 2.554 Nulos: 1.981    | PSOE-A  | 139.476 | 52,04% | 6       | -1  | 7       |
| Huelva 497.671 hab. 11 diputados                      | Votantes: 269.996 Abstención: 29,49% En blanco: 2.554 Nulos: 1.981    | PP      | 94.428  | 35,23% | 4       | +1  | 3       |
| Huelva 497.671 hab. 11 diputados                      | Votantes: 269.996 Abstención: 29,49% En blanco: 2.554 Nulos: 1.981    | IULV-CA | 20.327  | 7,58%  | 1       | +1  | 0       |
| Huelva 497.671 hab. 11 diputados                      | Votantes: 269.996 Abstención: 29,49% En blanco: 2.554 Nulos: 1.981    | CA      | 7.107   | 2,65%  | 0       | -1  | 1       |
| Huelva 497.671 hab. 11 diputados                      | Votantes: 269.996 Abstención: 29,49% En blanco: 2.554 Nulos: 1.981    | UPyD    | 1.642   | 0,61%  | 0       |     | -       |

### Resultados por ciudades
A continuación se muestra una tabla con los resultados en las doce ciudades andaluzas que tenían una población mayor a 100.000 habitantes en 2007, en orden decreciente:
| Municipio                         | Datos                                                              | Partido | Votos   | %      |
| --------------------------------- | ------------------------------------------------------------------ | ------- | ------- | ------ |
| Sevilla 699.145 hab.              | Votantes: 404.052 Abstención: 26,59% En blanco: 6.289 Nulos: 1.801 | PSOE-A  | 191.957 | 47,72% |
| Sevilla 699.145 hab.              | Votantes: 404.052 Abstención: 26,59% En blanco: 6.289 Nulos: 1.801 | PP      | 156.855 | 38,99% |
| Sevilla 699.145 hab.              | Votantes: 404.052 Abstención: 26,59% En blanco: 6.289 Nulos: 1.801 | IULV-CA | 25.320  | 6,29%  |
| Sevilla 699.145 hab.              | Votantes: 404.052 Abstención: 26,59% En blanco: 6.289 Nulos: 1.801 | CA      | 10.150  | 2,52%  |
| Málaga 561.250 hab.               | Votantes: 297.346 Abstención: 29,76% En blanco: 1.645 Nulos: 3.926 | PP      | 135.948 | 45,97% |
| Málaga 561.250 hab.               | Votantes: 297.346 Abstención: 29,76% En blanco: 1.645 Nulos: 3.926 | PSOE-A  | 123.567 | 41,79% |
| Málaga 561.250 hab.               | Votantes: 297.346 Abstención: 29,76% En blanco: 1.645 Nulos: 3.926 | IULV-CA | 19.288  | 6,52%  |
| Málaga 561.250 hab.               | Votantes: 297.346 Abstención: 29,76% En blanco: 1.645 Nulos: 3.926 | CA      | 4.863   | 1,64%  |
| Córdoba 323.600 hab.              | Votantes: 190.390 Abstención: 26,21% En blanco: 3.190 Nulos: 955   | PP      | 90.878  | 47,97% |
| Córdoba 323.600 hab.              | Votantes: 190.390 Abstención: 26,21% En blanco: 3.190 Nulos: 955   | PSOE-A  | 68.729  | 36,28% |
| Córdoba 323.600 hab.              | Votantes: 190.390 Abstención: 26,21% En blanco: 3.190 Nulos: 955   | IULV-CA | 18.505  | 9,77%  |
| Córdoba 323.600 hab.              | Votantes: 190.390 Abstención: 26,21% En blanco: 3.190 Nulos: 955   | CA      | 4.067   | 2,15%  |
| Granada 236.207 hab.              | Votantes: 146.251 Abstención: 23,43% En blanco: 1.966 Nulos: 762   | PP      | 76.118  | 52,32% |
| Granada 236.207 hab.              | Votantes: 146.251 Abstención: 23,43% En blanco: 1.966 Nulos: 762   | PSOE    | 51.043  | 35,08% |
| Granada 236.207 hab.              | Votantes: 146.251 Abstención: 23,43% En blanco: 1.966 Nulos: 762   | IULV-CA | 10.390  | 7,14%  |
| Granada 236.207 hab.              | Votantes: 146.251 Abstención: 23,43% En blanco: 1.966 Nulos: 762   | UPyD    | 1.757   | 1,21%  |
| Jerez de la Frontera 202.687 hab. | Votantes: 108.210 Abstención: 31,91 En blanco: 1.287 Nulos: 512    | PSOE-A  | 52.370  | 48,63% |
| Jerez de la Frontera 202.687 hab. | Votantes: 108.210 Abstención: 31,91 En blanco: 1.287 Nulos: 512    | PP      | 41.942  | 38,94% |
| Jerez de la Frontera 202.687 hab. | Votantes: 108.210 Abstención: 31,91 En blanco: 1.287 Nulos: 512    | IULV-CA | 6.144   | 5,70%  |
| Jerez de la Frontera 202.687 hab. | Votantes: 108.210 Abstención: 31,91 En blanco: 1.287 Nulos: 512    | CA      | 3.743   | 3,48%  |
| Almería 186.651 hab.              | Votantes: 96.444 Abstención: 28,54% En blanco: 1.049 Nulos: 493    | PP      | 50.574  | 52,71% |
| Almería 186.651 hab.              | Votantes: 96.444 Abstención: 28,54% En blanco: 1.049 Nulos: 493    | PSOE-A  | 35.301  | 36,79% |
| Almería 186.651 hab.              | Votantes: 96.444 Abstención: 28,54% En blanco: 1.049 Nulos: 493    | IULV-CA | 5.081   | 5,30%  |
| Almería 186.651 hab.              | Votantes: 96.444 Abstención: 28,54% En blanco: 1.049 Nulos: 493    | PAL     | 1.236   | 1,29%  |
| Huelva 146.173 hab.               | Votantes: 76.553 Abstención: 33,27% En blanco: 988 Nulos: 423      | PSOE-A  | 33.364  | 43,83% |
| Huelva 146.173 hab.               | Votantes: 76.553 Abstención: 33,27% En blanco: 988 Nulos: 423      | PP      | 32.542  | 42,75% |
| Huelva 146.173 hab.               | Votantes: 76.553 Abstención: 33,27% En blanco: 988 Nulos: 423      | IULV-CA | 6.118   | 8,04%  |
| Huelva 146.173 hab.               | Votantes: 76.553 Abstención: 33,27% En blanco: 988 Nulos: 423      | CA      | 1.512   | 1,99%  |
| Cádiz 128.554 hab.                | Votantes: 72.177 Abstención: 32,22% En blanco: 886 Nulos: 515      | PP      | 32.855  | 45,85% |
| Cádiz 128.554 hab.                | Votantes: 72.177 Abstención: 32,22% En blanco: 886 Nulos: 515      | PSOE-A  | 29.744  | 41,51% |
| Cádiz 128.554 hab.                | Votantes: 72.177 Abstención: 32,22% En blanco: 886 Nulos: 515      | IULV-CA | 4.410   | 6,15%  |
| Cádiz 128.554 hab.                | Votantes: 72.177 Abstención: 32,22% En blanco: 886 Nulos: 515      | CA      | 1.693   | 2,36%  |
| Marbella 126.422 hab.             | Votantes: 53.638 Abstención: 30,64% En blanco: 660 Nulos: 326      | PP      | 26.355  | 49,44% |
| Marbella 126.422 hab.             | Votantes: 53.638 Abstención: 30,64% En blanco: 660 Nulos: 326      | PSOE-A  | 20.825  | 39,06% |
| Marbella 126.422 hab.             | Votantes: 53.638 Abstención: 30,64% En blanco: 660 Nulos: 326      | IULV-CA | 3.331   | 6,25%  |
| Marbella 126.422 hab.             | Votantes: 53.638 Abstención: 30,64% En blanco: 660 Nulos: 326      | CA      | 888     | 1,67%  |
| Dos Hermanas 117.564 hab.         | Votantes: 64.535 Abstención: 28,99% En blanco: 925 Nulos: 262      | PSOE-A  | 36.424  | 56,67% |
| Dos Hermanas 117.564 hab.         | Votantes: 64.535 Abstención: 28,99% En blanco: 925 Nulos: 262      | PP      | 18.321  | 28,50% |
| Dos Hermanas 117.564 hab.         | Votantes: 64.535 Abstención: 28,99% En blanco: 925 Nulos: 262      | IULV-CA | 4.769   | 7,42%  |
| Dos Hermanas 117.564 hab.         | Votantes: 64.535 Abstención: 28,99% En blanco: 925 Nulos: 262      | CA      | 1.690   | 2,63%  |
| Jaén 116.393 hab.                 | Votantes:70.665 Abstención: 21,79% En blanco: 849 Nulos: 475       | PP      | 32.654  | 46,52% |
| Jaén 116.393 hab.                 | Votantes:70.665 Abstención: 21,79% En blanco: 849 Nulos: 475       | PSOE-A  | 31.024  | 44,20% |
| Jaén 116.393 hab.                 | Votantes:70.665 Abstención: 21,79% En blanco: 849 Nulos: 475       | IULV-CA | 3.556   | 5,07%  |
| Jaén 116.393 hab.                 | Votantes:70.665 Abstención: 21,79% En blanco: 849 Nulos: 475       | CA      | 811     | 1,16%  |
| Algeciras 114.012 hab.            | Votantes: 55.061 Abstención: 36,25% En blanco: 681 Nulos: 220      | PSOE-A  | 25.354  | 46,23% |
| Algeciras 114.012 hab.            | Votantes: 55.061 Abstención: 36,25% En blanco: 681 Nulos: 220      | PP      | 22.020  | 40,15% |
| Algeciras 114.012 hab.            | Votantes: 55.061 Abstención: 36,25% En blanco: 681 Nulos: 220      | IULV-CA | 3.221   | 5,87%  |
| Algeciras 114.012 hab.            | Votantes: 55.061 Abstención: 36,25% En blanco: 681 Nulos: 220      | CA      | 2.227   | 4,06%  |

### Votación de investidura del Presidente de la Junta
| Candidato                                                   | Fecha                                                    | Voto       |    |    |   | Total  |
| ----------------------------------------------------------- | -------------------------------------------------------- | ---------- | -- | -- | - | ------ |
| Manuel Chaves (PSOE-A)                                      | 17 de abril de 2008 Mayoría requerida: Absoluta (55/109) | Sí         | 56 |    |   | 56/109 |
| Manuel Chaves (PSOE-A)                                      | 17 de abril de 2008 Mayoría requerida: Absoluta (55/109) | No         |    | 46 | 6 | 52/109 |
| Manuel Chaves (PSOE-A)                                      | 17 de abril de 2008 Mayoría requerida: Absoluta (55/109) | Abstención |    |    |   | 0/109  |
| José Antonio Griñán (PSOE-A)                                | 22 de abril de 2009 Mayoría requerida: Absoluta (55/109) | Sí         | 56 |    |   | 56/109 |
| José Antonio Griñán (PSOE-A)                                | 22 de abril de 2009 Mayoría requerida: Absoluta (55/109) | No         |    | 47 | 6 | 53/109 |
| José Antonio Griñán (PSOE-A)                                | 22 de abril de 2009 Mayoría requerida: Absoluta (55/109) | Abstención |    |    |   | 0/109  |
| Faltó a la investidura de Manuel Chaves un diputado del PP. |                                                          |            |    |    |   |        |

### Diputados electos
La siguiente es una tabla con todos los diputados electos por circunscripción y partido, incluyendo los que han causado baja:
| PSOE-A | PP | IULV-CA |
| Almería 1. Fuensanta Coves Botella 2. Manuel García Quero 3. María del Pilar Navarro Rodríguez 4. Juan Antonio Segura Vizcaíno 5. Martín Soler Márquez Cádiz 1. Raquel Arenal Catena 2. José Luis Blanco Romero 3. María Dolores Cañero Pedroche 4. María Cózar Andrades 5. Regina Cuenca Cabeza 6. Antonio Fernández García 7. Luis Pizarro Medina 8. Samuel Jesús Rodríguez Acuña Córdoba 1. María Araceli Carrillo Pérez 2. Juan Antonio Cebrián Pastor 3. Manuel Gracia Navarro 4. José Antonio Griñán Martínez 5. María Eulalia Quevedo Ariza 6. Rafael Velasco Sierra Granada 1. Clara Eugenia Aguilera García 2. María Flor Almón Fernández 3. Francisco José Álvarez de la Chica 4. Ángel Javier Gallego Morales 5. José García Giralte 6. María Teresa Jiménez Vílchez Huelva 1. María Cinta Castillo Jiménez 2. José Juan Díaz Trillo 3. Mario Jesús Jiménez Díaz 4. María Lourdes Martín Palanco 5. Antonia Jesús Moro Cárdeno 6. Susana Rivas Pineda Jaén 1. Fidel Mesa Ciriza 2. María del Mar Moreno Ruiz 3. Micaela Navarro Garzón 4. Rosa Isabel Ríos Martínez 5. Felipe Jesús Sicilia Alférez 6. Ana María Tudela Cánovas 7. Francisco Vallejo Serrano Málaga 1. Luciano Alonso Alonso 2. Dolores Blanca Mena 3. María Luisa Bustinduy Barrero 4. Paulino Plata Cánovas 5. Mariano Ruiz Cuadra 6. María Estrella Tomé Rico 7. Rosario Torres Ruiz Sevilla 1. José Caballos Mojeda 2. Susana Díaz Pacheco 3. Elia Rosa Maldonado Maldonado 4. Fernando Manuel Martínez Vidal 5. María Jesús Montero Cuadrado 6. José Muñoz Sánchez 7. Evangelina Naranjo Márquez 8. Antonio Núñez Roldán 9. Verónica Pérez Fernández 10. Miguel Ángel Vázquez Bermúdez 11. José Antonio Viera Chacón | Almería 1. José Luis Aguilar Gallart 2. Javier Arenas Bocanegra 3. José Cara González 4. María del Carmen Crespo Díaz 5. Rosalía Ángeles Espinosa López 6. Aránzazu Martín Moya 7. Antonio Torres López Cádiz 1. María José García-Pelayo Jurado 2. José Loaiza García 3. María del Carmen Pedemonte Quintana 4. Jorge Luis Ramos Aznar 5. María Teresa Ruiz-Sillero Bernal 6. Antonio Sanz Cabello Córdoba 1. María Jesús Botella Serrano 2. Salvador Fuentes Lopera 3. Bartolomé Madrid Olmo 4. Jsoé Antonio Nieto Ballesteros 5. Rafaela Obrero Ariza Granada 1. Antonio Ayllón Moreno 2. Carolina González Vigo 3. María Eva Martín Pérez 4. Santiago Pérez López 5. María del Carmen Reyes Ruiz 6. Carlos Rojas García Huelva 1. María Dolores López Gabarro 2. José Luis Rodríguez Domínguez 3. Pedro Rodríguez González 4. María Concepción Sacramento Villegas Jaén 1. Francisco Armijo Higueras 2. José Enrique Fernández de Moya Romero 3. Ángeles Isac García 4. Amelia Palacios Pérez 5. Juan Pizarro Navarrete Málaga 1. Ana María Corredera Quintana 2. Francisco Ignacio Delgado Bonilla 3. Antonio Manuel Garrido Moraga 4. María Ángeles Muñoz Uriol 5. Francisco Javier Oblaré Torres 6. María Esperanza Oña Sevilla 7. Ana María Rico Terrón 8. Miguel Ángel Ruiz Ortiz Sevilla 1. María Dolores Calderón Pérez 2. Patricia Del Pozo Fernández 3. Alicia Martínez Martín 4. Jaime Raynaud Soto 5. José Luis Sanz Ruiz 6. Juan Ignacio Zoido Álvarez | Cádiz 1. Ignacio García Rodríguez Córdoba 1. José Manuel Mariscal Cifuentes Granada 1. Pedro Vaquero Del Pozo Huelva 1. Diego Valderas Sosa Málaga 1. José Antonio Castro Román Sevilla 1. Juan Manuel Sánchez Gordillo |

Diputados que han causado baja
1. Bibiana Aido Almagro sustituida por Samuel José Rodríguez Acuña
2. Manuel Chaves González sustituido por María Dolores Cañero Pedroche
3. María Isabel Ambrosio Palos sustituida por María Eulalia Quevedo Ariza
4. Fátima Ramírez Cerrato sustituida por Juan Antonio Cebrián Pastor
5. María José López González sustituida por María Flor Almón Fernández
6. Isaías Pérez Saldaña sustituido por María Lourdes Martín Palanco
7. Gaspar Carlos Zarrías Arévalo sustituido por Felipe Jesús Sicilia Alférez
8. Juan Paniagua Díaz sustituido por María Estrella Tomé Rico
9. Isabel Muñoz Durán sustituida por Mariano Ruiz Cuadra